# 小斯滕·斯圖雷
小斯滕·斯圖雷（瑞典語：Sten Sture den yngre，1493年—1520年2月3日）在卡爾馬聯合形式中為瑞典攝政官（1512年—1520年）。

## 生平
小斯滕·斯圖雷是前瑞典攝政官斯萬特·尼爾松與伊里安娜·厄倫吉斯勒多塔的兒子，於1493年出生。
1512年，尼爾松逝世，瑞典選出支持卡爾馬聯合的烏普薩拉大主教古斯塔夫·特羅勒（Gustav Trolle）為攝政，支持瑞典獨立的小斯滕·斯圖雷並不滿意這個結果，於是在自己的領地組織軍隊與特羅雷對抗，重新舉行選舉，並以會繼續支持卡爾馬聯合為條件誘議員選他為新的瑞典攝政，最後他成功當選。
雖然瑞典與莫斯科的戰爭於1508年擬訂和約後結束，但雙方都沒有正式確定和簽署。斯圖雷當選後，知道將來必定會與丹麥國王漢斯(Hans)與其兒子克里斯蒂安二世(Christian 2)發生戰爭，加上正在與特羅勒對抗，於是一邊擴充軍隊，一邊正式與莫斯科簽訂和約。其後，親丹麥的特羅勒與已成為丹麥國王的克里斯蒂安二世聯合，企圖奪取瑞典治權，被斯圖雷圍困在他自己的城堡裡，克里斯蒂安二世發兵救援，卻被斯圖雷和他的農民軍打敗。1518年，克里斯蒂安二世再次出兵瑞典，但都被斯圖雷於Brännkyrka擊退，不過，在此戰後，克里斯蒂安二世的外交策略奏效，瑞典被孤立。1520年，他率領法籍、德籍和蘇格蘭籍僱傭兵大軍再次入侵，兩軍在鄰近Ulricehamn的梅拉倫湖的結冰湖面上決戰，斯圖雷重傷敗退，並在撤退往斯德哥爾摩的途中傷重而死。

## 死後
在斯圖雷死後，他的遺孀克里斯蒂娜·于倫謝娜（Kristina Nilsdotter Gyllenstierna）繼續抗擊克里斯蒂安的軍隊，並取得短暫的勝利。然而，她在4月6日（耶穌受難日）於烏普薩拉被優勢丹麥軍打敗。加上瑞典政府分裂，克里斯蒂娜被迫于同年9月7日投降，丹麥軍進入斯德哥爾摩，瑞典政務會議也被迫承認克里斯蒂安為瑞典國王。
11月5日，克里斯蒂安二世在斯德哥尔摩(Stockholm)加冕。三天后，他下令处死80多名追随斯圖雷的瑞典贵族，史称“斯德哥尔摩惨案”，斯圖雷與其幼子的遺體亦在慘案中被起出並焚毀。此案激起了瑞典人民的不滿，瑞典解放戰爭爆發。